# 이집트 요리

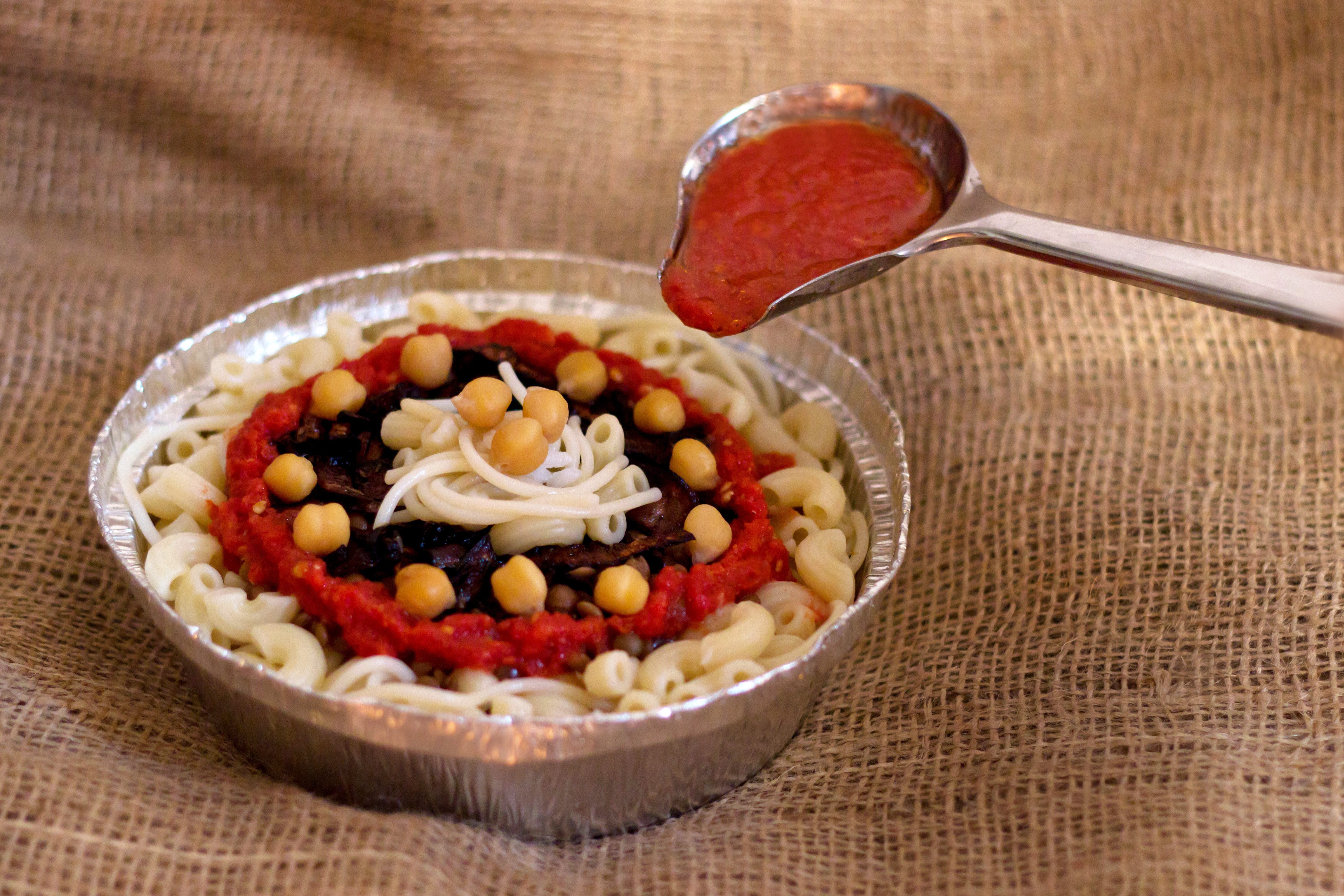
코샤리

이집트 요리(Egypt 料理, 이집트 아랍어: مطبخ مصرى 마트바크 미스리이)는 북아프리카에 있는 이집트의 요리이다. 대개는 케밥과 같은 동 지중해 국가와 유사한 특성을 보이기도 한다. 거의 대부분의 이집트 사람들에게 가장 대중적인 요리는 풀 메담메스라는 것으로서 콩을 으깨서 만드는 것이다. 빵을 곁들여 자주 먹는 이집트에서는 에이시라고 하는 전통적인 빵을 먹으며 이집트식 아랍어로는 삶을 뜻한다.
고대 이집트인들은 마늘과 양파를 아주 많이 소비했던 것으로 알려져 있다. 신선한 으깬 마늘과 향료를 써서 먹거나 토마토 샐러드를 해먹었다고 전한다. 코리안더와 마늘로 만들어 먹는 수프는 지금도 이집트 전역에서 유명한 요리이기도 하다.
기타 유명한 요리로는 케밥과 코프타가 있으며 대개는 양고기를 으깨어서 구워 먹는 요리이다. 조리할 때에는 채소를 함께 요리하는데 대개는 풋고추나 토마노, 가지, 양배추를 많이 먹는다. 샤웨르마라는 이집트식 고기 샌드위치가 있으며 닭고기나 양고기를 빵 사이에 넣어서 먹는다.
이집트에서도 라마단을 세기 때문에 금식을 하지만 이 시기는 이집트인들이 가장 많이 음식에 신경을 쓰는 시기이기도 하다. 해가 뜨자마자 식탁에 모여 온가족이 만찬을 즐기기 때문이다. 라마단 동안에는 특별한 후식을 만들어 먹으며 지나가는 나그네에게 음식을 제공하는 것은 아직까지 미덕으로 여겨진다.

## 같이 보기
- 아랍 요리
- 아프리카 요리
- 중동 요리
- 지중해 요리